# Pig With the Face of a Boy
Pig With the Face of a Boy (englisch für "Schwein mit dem Gesicht eines Jungen") ist ein musikalisches Comedy-Duo aus London, 2008 gegründet von dem Schauspieler, Sänger und Akkordeonspieler Dan Woods (geb. 1982) und dem Schauspieler und Gitarristen Donald Newholm. Sie selbst bezeichnen sich als "neo-post-post-music hall anti-folk band"; sie kombinieren surreal-komische Texte mit Musik aus eingängiger Varietémusik und intelligenten Popmelodien.
Die Gruppe wurde durch Auftritte in London und Edinburgh bekannt. 2009 erschien ihr erstes Album La La Ha Ha (Ó Records).
Das Musikvideo A Complete History of the Soviet Union as told by a humble worker, arranged to the melody of Tetris zu dem russischen Lied Korobeiniki wurde beim Londoner Super Shorts International Film Festival 2010 als beste Animation und zudem mit dem "Low Budget Award" ausgezeichnet.